# 吳氏宗親總會泰伯紀念學校
吳氏宗親總會泰伯紀念學校（英語：Ng Clan's Association Tai Pak Memorial School），為香港一所男女合校小學，位於新界沙田區馬鞍山錦英苑，於1991年創校，屬於政府資助型小學。
該校提倡「明禮孝親、尚義行道」，重視中國文化教育。除英文科和普通話科外，教學語言皆為中文。該校課程與一般學校無異，只是中文科外，多了「經典文學」一科，作為常規課程；課外活動也與主流學校相若，其中包括陶藝、鼓樂、童軍、合唱團等，還有「文學創作班」，內容包括新詩、小說及散文。整體教學模式與一般香港小學無異。 

## 學制
以全日制上課，每周上課5天。

## 學校設施
如一般小學一樣包括：視覺藝術室、陶藝室、音樂室、活動室、英語角、普通話角、加強輔導室。

## 分班
小一至小二依平均成績編班；小三至小六設精英班。